# 鐘釣温泉
鐘釣温泉（かねつりおんせん）は、富山県黒部市宇奈月温泉にある温泉。鐘釣温泉旅館を有する『鐘釣温泉』と、鐘釣美山荘を有する『新鐘釣温泉』で分ける場合もある。

## 泉質
- 単純温泉[1]
  - 源泉温度42.7℃[4]
  - pHは8.04[4]
  - 溶存物質は283mg/kg[4]
  - 湧出量は測定不能とされている[4]。

## 温泉街
中部山岳国立公園、立山連峰と後立山連峰に挟まれた黒部峡谷の山間部、西鐘釣山の南麓に、鐘釣温泉旅館（木造2階建て、収容人数60名）と鐘釣美山荘の2軒の宿泊施設が存在する。

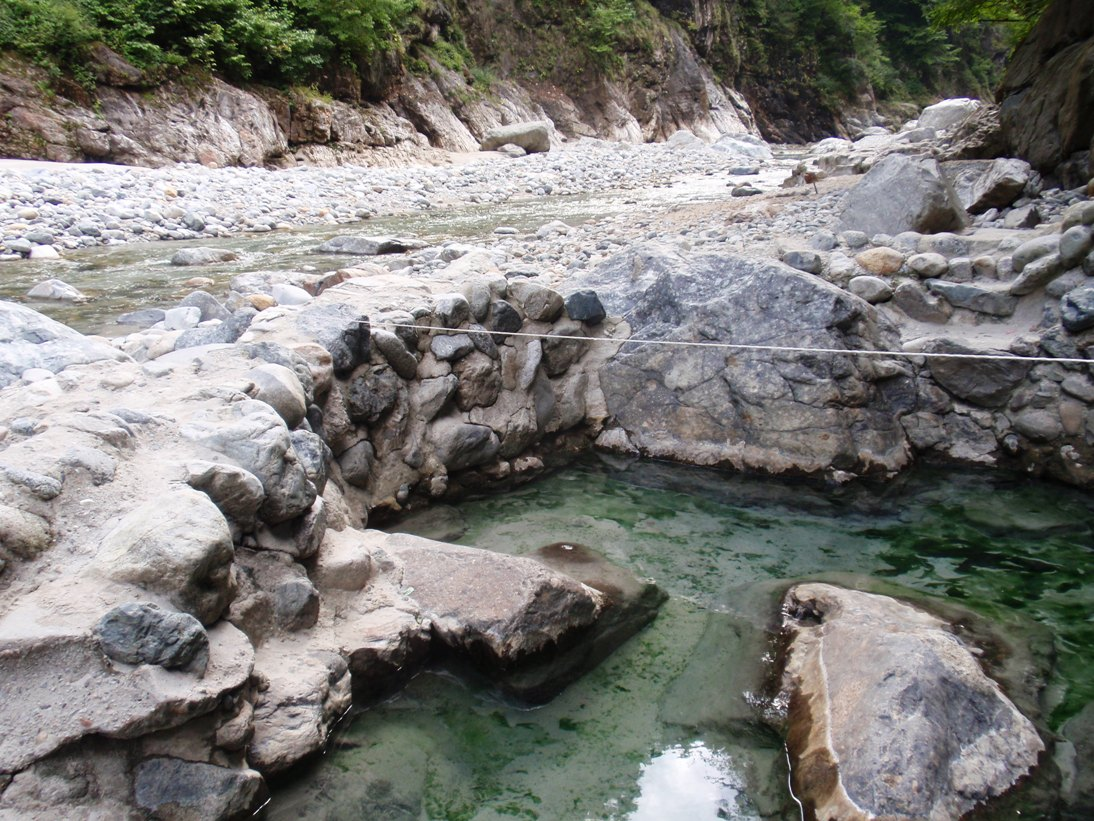
黒部川河原の野湯

黒部川沿いには源泉が多数存在する。胸までの深さがある露天風呂が設けられており、野湯として整備されている。有名な黒部川の河原の露天風呂は鐘釣温泉旅館の管理下にあるが、16時までは一般観光客にも開放されている。河原には温泉が湧き出ており、足の裏が温かい所を掘れば即席の露天風呂を作ることも可能である。また、黒部川が増水で水没する度に宿の従業員が総動員で掘りに行くこともある。昼間は見物客が多く、特に女性は水着が欠かせない。野生のニホンザルやカモシカが露天風呂から見られる場合もある。
2つの宿には内湯の温泉は無い。鐘釣美山荘は露天風呂が宿から近いこともあり内湯は無く、鐘釣温泉旅館は長い石段を下った河原の露天風呂を利用することになるため、足弱の人が宿泊している時や荒天時のために、温泉ではない内湯を備えているが、普段は使用していない。
当地（黒部市宇奈月町西鐘釣）は日本郵便から交通困難地の指定を受けているため、地外から当地宛に郵便物を送付することは出来ない。

## 歴史
開湯は1819年（文政2年）である。、加賀藩13代藩主前田慶寧の命により開湯した。猿の湯浴みを見かけた村人（栃山村孫右衛門）が発見したと伝えられる、黒部峡谷では最古の温泉である。また、この時点では片貝川上流の平沢村の飛び地であった。
発見当時は5月頃から10月頃までの開湯であった。道が険しいことから1824年（文政7年）に一旦閉鎖したものの、1861年（文久元年）、島尻村（現・魚津市島尻）の伊藤刑部によって再開し、以降片貝谷の村民によって営まれていた。1878年（明治11年）、富山の大間知正助により営業を継続した。明治期に賑わいを見せ、下流の黒薙温泉と覇を競っていたが、宇奈月温泉の発展とともにさびれた。
幸田露伴もこの地を訪れたことがあり、以下の句を詠んだ。
岩殿の湯屋　夜を寂びて　かじか鳴く
黒部峡谷鉄道が鐘釣まで開通する以前は、片貝川上流から毛勝山のある山脈を越えて当温泉へ向かうルート（通称、『湯かつぎの道』、温泉を樽に詰めて持ち帰ったのが由来）が主流であったが、1887年（明治20年）頃に黒部川沿いの内山村から通路が拓かれたことにより、自然に片貝谷からの湯道が廃れていった。今ではその光景は見られず、黒部峡谷鉄道が通るようになってからは、宇奈月からトロッコ列車で行くようになっている。
また、鐘釣温泉の管轄区域も、片貝谷村平沢領飛地で、土地台帳にも鐘釣温泉敷地1500歩、浴場6歩とあった。その後、1946年（昭和21年）11月16日の行政裁判の判決で、鐘釣温泉の管轄は片貝谷村から内山村に移管された。その後市町村合併により宇奈月町を経て現在の黒部市の管轄となっている。
1995年（平成7年）の7.11水害により、鐘釣温泉の2軒の旅館も被災し、翌年1996年（平成8年）7月19日まで休業を余儀無くされた。

## アクセス
- 鉄道：黒部峡谷鉄道本線鐘釣駅下車。

他に交通手段はなく、上記鉄道が営業している期間（5月〜10月頃）のみ行くことができる。